# Traite sexuelle en Mongolie

Les victimes mongoles et étrangères sont victimes de trafic sexuel à destination et en provenance des provinces de la Mongolie. Elles sont violées et blessées physiquement et psychologiquement dans des maisons closes, des hôtels, des entreprises, des maisons et d'autres endroits.

La traite sexuelle en Mongolie est la traite des êtres humains à des fins d'exploitation sexuelle et d'esclavage qui se produit dans le pays. La Mongolie est un pays d'origine, de transit et de destination pour les personnes victimes de la traite sexuelle.

## Description du phénomène
Des citoyens mongols, principalement des femmes et des filles, ont été victimes de trafic sexuel en Mongolie et vers d'autres pays d'Asie et différents continents. Des victimes étrangères sont victimes de la traite à des fins sexuelles dans le pays. Les enfants, et les personnes en situation de pauvreté, sont particulièrement vulnérables au trafic sexuel. Les victimes sont trompées,, menacées et/ou forcées à se prostituer et leurs passeports et autres documents sont souvent confisqués,. Les coups et les drogues sont courants,. Les victimes souffrent d'abus physiques et psychologiques et sont généralement enfermés ou sous surveillance. Les victimes ont tendance à vivre dans de mauvaises conditions et sont contraintes d'effectuer un travail forcé. Un certain nombre contractent des maladies sexuellement transmissibles à la suite de viols sans préservatif. Les victimes sont souvent traumatisées et certaines se suicident.
Les trafiquants, hommes et femmes, sont souvent membres ou complices par des organisations criminelles et des gangs. Les trafiquants mongols ont opéré à l'extérieur du pays en Chine, à Macao, en Corée du Sud et ailleurs. Les membres de la famille et les amis sont parfois les coupables de tels crimes.
L'étendue du trafic sexuel en Mongolie est difficile à connaître en raison du manque de données, de la nature souterraine des crimes liés au trafic sexuel et à d'autres facteurs. La croissance rapide des industries minières et autres dans la Mongolie du XXIe siècle a entraîné une augmentation du trafic sexuel dans le pays. Les victimes de la traite sexuelle ont été envoyées dans des entreprises soutenant les liaisons de transport, y compris les routes du charbon, avec la Chine. Le gouvernement de la Mongolie a été critiqué pour ne pas avoir fourni suffisamment d'aide aux victimes.

## Frontière Chine-Mongolie
Des femmes et des filles mongoles et chinoises sont victimes de trafic sexuel vers et à travers la frontière sino-mongole. À la frontière et dans le désert de Gobi se trouvent le secteur minier mondial et d'autres opérations de l'industrie lourde avec une main-d'œuvre nombreuse d'hommes isolés. Ces sites, y compris ceux des gisements de charbon de Tavan Tolgoi, ont été un foyer de prostitution et de trafic sexuel.

## Organisations non-gouvernementales
Le Centre d'études sur les politiques de sécurité humaine, dont le siège est à Oulan-Bator, lutte contre le trafic sexuel en Mongolie. Talita Mongolie mène des efforts de lutte contre le trafic sexuel en Mongolie.
Le Centre mongol pour l'égalité des sexes fournit une aide à la réadaptation aux victimes de la traite sexuelle. L'ONG Lantuun Dohio lutte contre la traite des êtres humains et la maltraitance des enfants.